# Wojskowe Zakłady Lotnicze Nr 1
Wojskowe Zakłady Lotnicze Nr 1 S.A. – polskie przedsiębiorstwo z siedzibą w Łodzi, wyspecjalizowane w remontach i modernizacjach śmigłowców. Od 1952 roku zlokalizowane są obok łódzkiego lotniska im. Władysława Reymonta.

## Historia
Początki historii sięgają 8 kwietnia 1945 roku, kiedy to 131. Samodzielne Warsztaty Lotnicze zostały przebazowane do Łodzi i rozlokowane przy Placu Leonarda (obecnie Plac Niepodległości). 131. SAM w 1946 roku został przemianowany na Jednostkę Wojskową nr 1519 i od tamtego czasu nastąpiło kilka reorganizacji związanych ze zmianą nazwy i charakterem działalności. W 1982 roku została wprowadzona obowiązująca do dziś nazwa Wojskowe Zakłady Lotnicze Nr 1 S. A. W połowie 2010 roku rozpoczęły się znaczące inwestycje w rozbudowę infrastruktury Zakładu. W tym samym roku podjęta została decyzja o przejęciu przez spółkę majątku po likwidowanym gospodarstwie pomocniczym, funkcjonującym pod nazwą WZL – 3 Dęblin i utworzyła Oddział WZL1 S.A. w Dęblinie. Zakład w czasie blisko 80 - letniej działalności zajmował się usprawnianiem i remontami statków powietrznych począwszy od płatowców, poprzez remonty silników oraz samolotów po remonty śmigłowców, które przeprowadzane od lat 60 – tych XX wieku.
Wojskowe Zakłady Lotnicze Nr 1 S.A. to jedna ze spółek Polskiej Grupy Zbrojeniowej.

## Zakres działalności
WZL1 z siedzibą w Łodzi oraz Oddziałem w Dęblinie, świadczą usługi dla lotnictwa Sił Zbrojnych RP oraz innych podmiotów zarówno krajowych jak i zagranicznych. Spółka specjalizuje się w naprawach głównych, obsługach i modernizacjach śmigłowców, obsługach, naprawach głównych i usprawnieniach silników lotniczych, a także w naprawach i obsługach samolotów. 
Spółka oferuje także m.in. lakierowanie elementów mobilnych, usługi galwaniczne, badania nieniszczące, produkcję wiązek elektrycznych czy detali metalowych i gumowych.
WZL1 uczestniczą w Programie Wisła. W  czerwcu 2024 roku Spółka uruchomiła w Oddziale w Dęblinie nowy obiekt i linię produkcyjną  – jest to efekt realizacji zobowiązań offsetowych I fazy programu Wisła. Podczas Międzynarodowego Salonu Przemysłu Obronnego we wrześniu 2024, WZL1 wraz z innymi spółkami wchodzącymi w skład grupy PGZ SA, podpisały umowy wykonawcze do zobowiązań offsetowych w ramach II fazy Programu Wisła. Dla WZL1 oznacza to zacieśnienie współpracy ze stroną amerykańską oraz dalszą rozbudowę potencjału produkcyjnego komór kontenerów startowych pocisków Patriot Advanced Capability – 3 (PAC-3). 
Skład Zarządu Spółki od 15 lipca 2024 roku: Prezes Zarządu Jacek Andrzej Goszczyński, Członkowie Zarządu: Robert Socha, Maria Bocheńska oraz Tomasz Prządka.